# الکس کنز
الکس کنز (انگلیسی: Alex Cairns؛ زادهٔ ۴ ژانویهٔ ۱۹۹۳) بازیکن فوتبال اهل بریتانیا است.
از باشگاه‌هایی که در آن بازی کرده‌است می‌توان به باشگاه فوتبال لیدز یونایتد، باشگاه فوتبال روترهام یونایتد، باشگاه فوتبال بارو، باشگاه فوتبال چسترفیلد، و باشگاه فوتبال استالی‌بریج سلتیک اشاره کرد.